# Wecker (Telefonklingel)

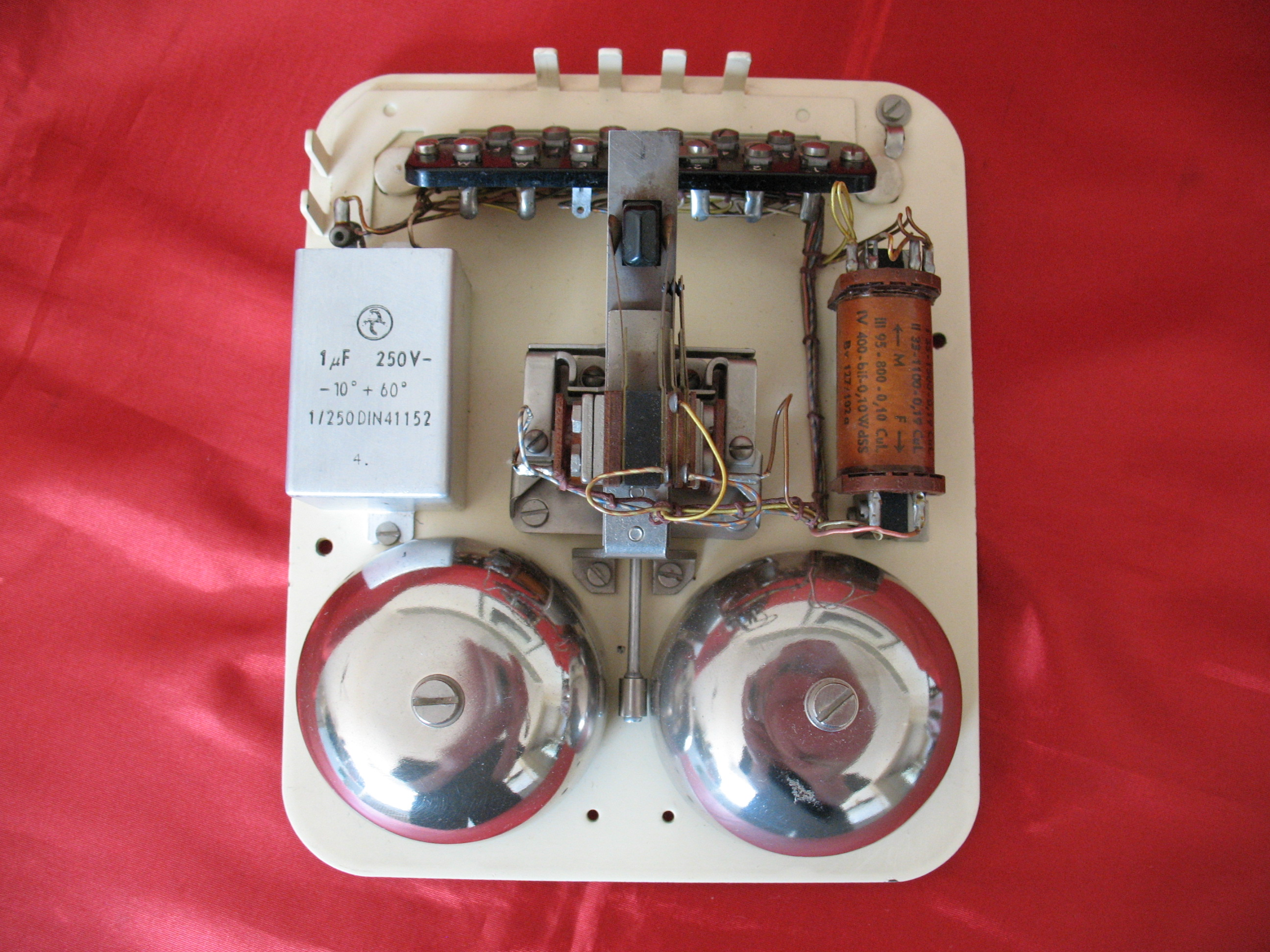
Bestückte Grundplatte des Tischfernsprechers W48 von 1957 mit Zweischalenwecker

Wecker ist die Fachbezeichnung für eine Telefonklingel, den akustischen Signalgeber für eingehende Gespräche. In früheren Telefonapparaten, beispielsweise den Fernsprechtischapparaten der Deutschen Bundespost, war der Wecker eine elektromechanische Klingel. Er kann aber auch als zusätzliche Signalquelle im Freien, zum Beispiel auf dem Hof eines Anwesens, angebracht sein.
Ab den 1990er Jahren wurden die elektromechanischen Klingeln weitgehend durch elektronische abgelöst, oft mit einstellbaren Klingeltönen.

## Aufgabe

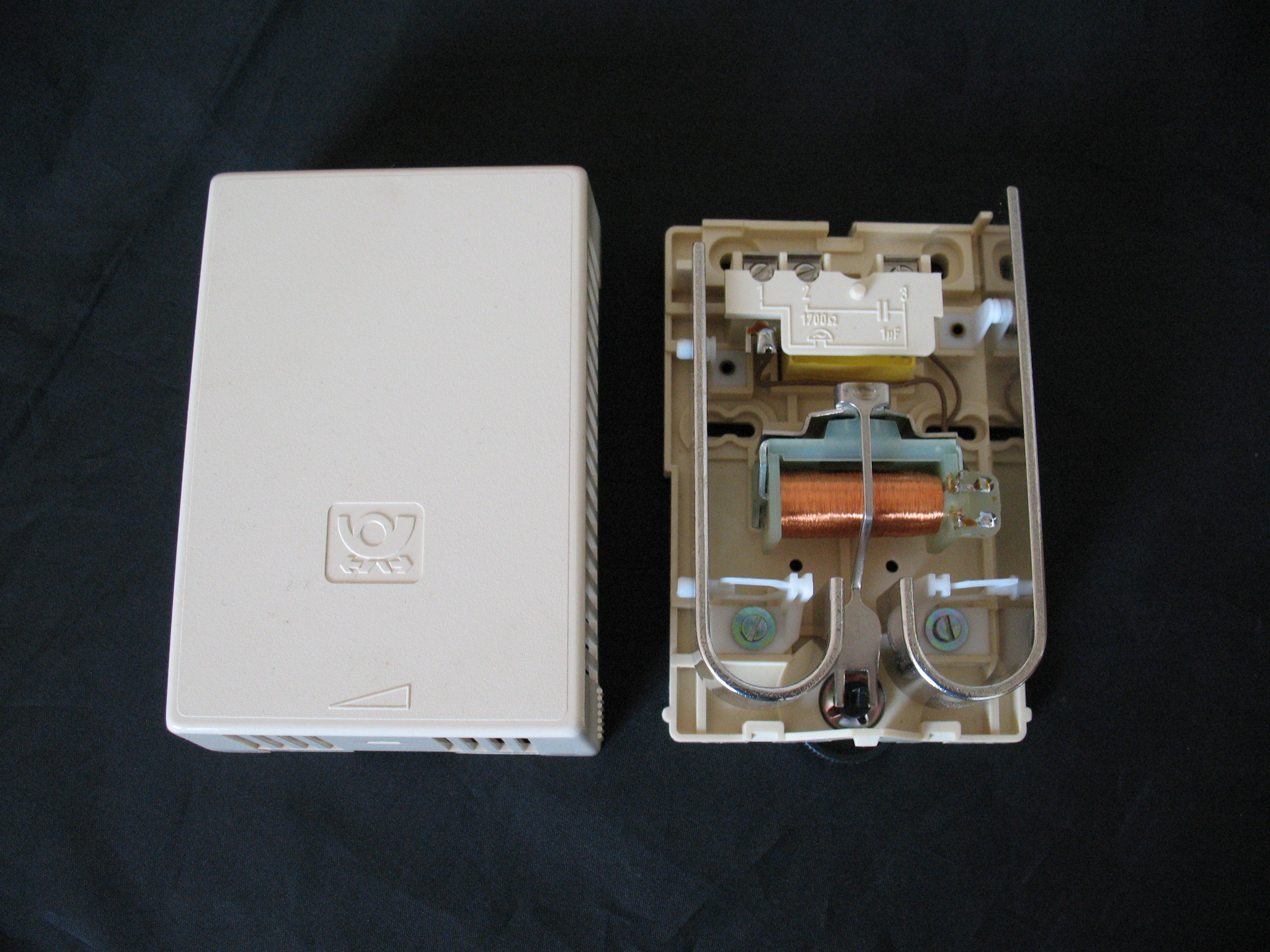
Zusatzwecker für Innenräume, Modell WK 952

Elektrische Wecker haben die Aufgabe, elektrische Signale in akustische umzusetzen. Man unterscheidet bei den elektromechanischen Klingeln zwischen Gleichstrom- und Wechselstromweckern. Die Wirkungsweise ist bei beiden Arten gleich. Ein vor den Polen eines Elektromagneten beweglich angeordneter Anker wird beim Stromdurchgang durch die Magnetspulen angezogen. Dabei schlägt ein an dem Anker befestigter Klöppel an eine Glockenschale. Im Allgemeinen wurden Wechselstromwecker als Signalgeber eingesetzt und historisch im Hoheitsbereich der Fernmeldeverwaltung üblichen Beamtendeutsch als „Ruforgane“ bezeichnet. Nach einem Dauerversuch von 100 Stunden beim Fernmeldetechnischen Zentralamt mussten die Wecker noch funktionsfähig sein.

## Funktionsweise

### Gleichstromwecker
Beim Gleichstromwecker ist eine Einrichtung notwendig, die bewirkt, dass der Anker während der Dauer des Ruftons nicht nur einmal angezogen, sondern abwechselnd angezogen und losgelassen wird, der Klöppel also in dauernde Bewegung versetzt wird. Das kann auf zweierlei Art erreicht werden, und zwar:
1. indem der angezogene Anker den Stromkreis der eigenen Magnetspulen unterbricht, dadurch abfällt und den Stromkreis wieder schließt (Wagnerscher Hammer) oder
2. durch Kurzschließen der Magnetspulen über einen Kontakt, der ebenfalls mit dem Anker verbunden ist (selten).

In beiden Fällen wird also durch den angezogenen Anker der Stromfluss in den Magnetspulen unterbrochen, der Anker fällt ab. Dadurch wird der Stromweg wieder geschlossen und der Anker erneut angezogen. Dieses Wechselspiel wiederholt sich, solange durch den Steuervorgang (Klingelknopf) der Weckerstromkreis geschlossen ist. Gleichstromwecker werden in der Fernmeldetechnik nur selten verwendet.

### Wechselstromwecker

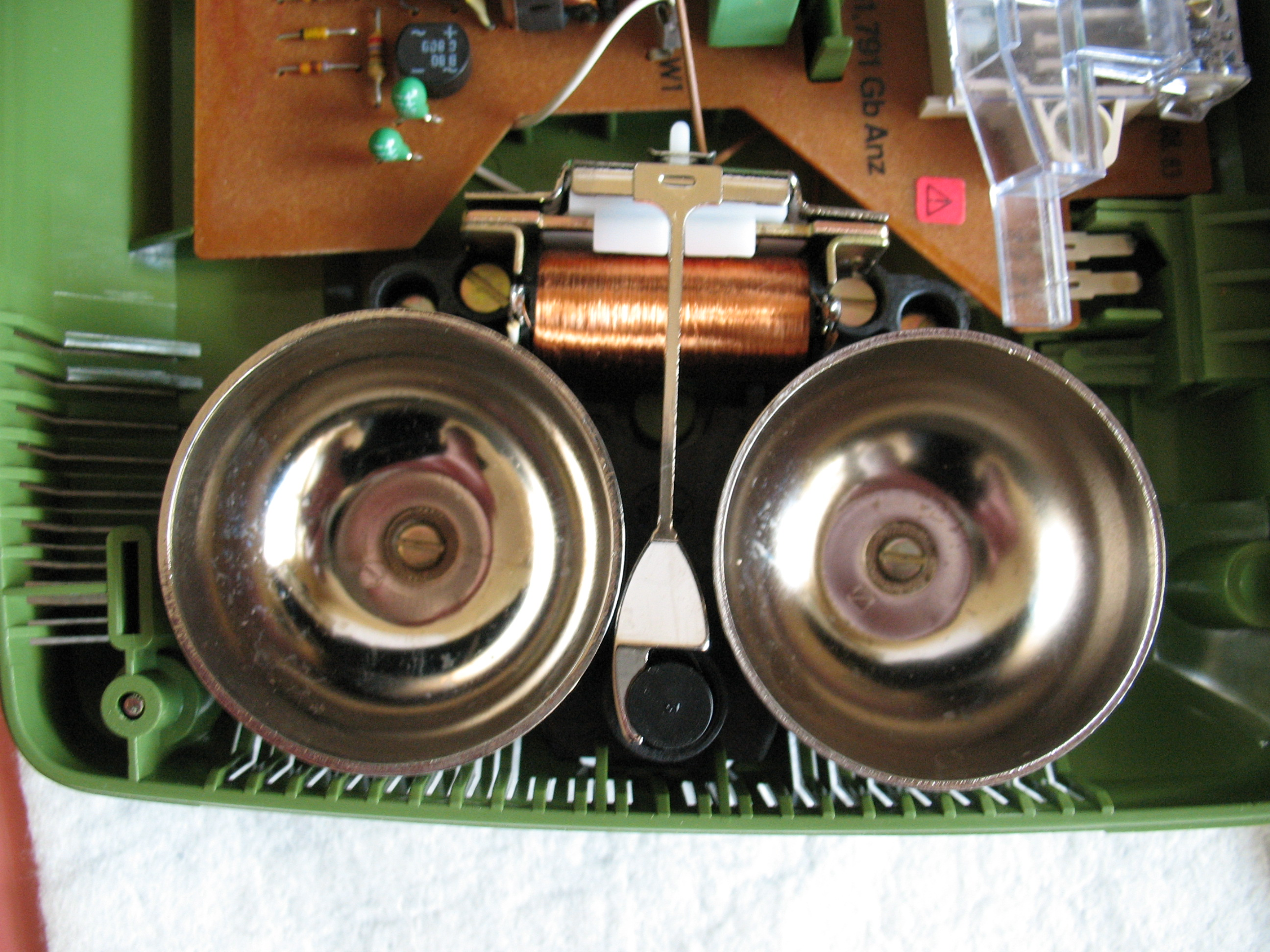
Wechselstromwecker eines FeTAp 791 (1970er Jahre)

Zum Ansteuern von Wechselstromweckern wird die Speisegleichspannung der Telefonleitung durch eine Wechselspannung (typisch 25 Hz), die Rufspannung, überlagert. In Reihe mit dem Elektromagneten des Weckers liegt ein Kondensator (typisch 1 µF), der nur den Wechselspannungsanteil durchlässt. Vor den Polschuhen des Elektromagneten befindet sich ein in der Mitte drehbar gelagerter Anker, der eine Klöppelstange trägt. Durch Einfügen kleiner Dauermagnete von hoher Feldstärke in den Magnetkreis, der durch den Elektromagnetkern und den Anker gebildet wird, liegt der Anker ruhend im Anzugsbereich des Nord- oder Südpols des Elektromagnetkerns. Die Elektromagnetspulen sind so gewickelt, dass bei zum Beispiel positiver Halbwelle des Wechselstroms an den freien Enden der Kerne die durch den Dauermagneten entstandenen Pole in einem Schenkel geschwächt und im anderen verstärkt werden. Beim Wechsel der Stromrichtung tritt der umgekehrte Vorgang ein. Der Anker wird infolgedessen abwechselnd vom einen oder anderen Pol angezogen.

### Elektronische Wecker
Seit den 1980er Jahren wurden auch Wecker produziert, bei denen der Klang nunmehr elektronisch erzeugt wird. Es kommt hier die piezoelektrische Version eines Schallwandlers zum Einsatz. Elektronische Wecker im Telefonbereich gibt es mit Lautstärkeregulierung und oft auch mit Einstellmöglichkeit für die Wiederholfrequenz der Dreitonfolge (selten auch mit Zweitonfolge). Es kann auch eine LED für die optische Rufsignalisierung vorhanden sein. Die elektronischen Modelle sind in zwei Ausführungen erhältlich: für Wechselstrom und für Gleichstrom. Die Wechselstromausführungen haben wie das mechanische Pendant einen Kondensator (ebenfalls 1 µF üblich) in Reihe geschaltet, so dass nur Wechselspannung durchgelassen wird. Im Sprachgebrauch der Deutschen Telekom wird seit den späten 1990er Jahren auch der alternative Begriff Tonrufzweitgerät (kurz: TZG) verwendet. Wechselstromwecker gab es als Einbautonruf Et7 zum Umrüsten von 7er Telefonapparaten der Bundespost und als Zusatzwecker für Auf- und Unterputzmontage. Elektronische Gleichstromwecker sind erhältlich aber selten anzutreffen.

## Modelle und Ausführungen

### Mechanische Wecker

Außenwecker WK978 aus den 2000er Jahren
Außenwecker WK971 (Version der Wilhelm Heibl Werke für private Nebenstellenanlagen) aus den 1970er Jahren
Rufstromwecker WK951 bei der Deutschen Bundespost (1960er Jahre)
Reichspost-Wecker ~W34 aus dem Jahr 1936
Anschaltehinweis für einen Rufstromwecker

### Elektronische Wecker

seltener WK953 aus den 1980/1990er Jahren
WK955 mit integrierter TAE-F (geöffnetes Aufputzgehäuse) aus den 1990er Jahren
WK954 aus den 1980er Jahren
Einbautonruf Et7 zum Umrüsten von Telefonen der 7er Bauserien